# Le Retour de Tooms
Le Retour de Tooms (Tooms) est le 21e épisode de la saison 1 de la série télévisée X-Files. Dans cet épisode, Eugene Victor Tooms est relâché, Mulder et Scully essayant de l'empêcher de commettre un nouveau meurtre.
Deuxième épisode de la série mettant en scène Tooms après Compressions, il marque également la première apparition du personnage de Walter Skinner. Il a été accueilli favorablement par la critique.

## Résumé
Eugene Victor Tooms tente de s'échapper de sa cellule d'hôpital psychiatrique quand il reçoit la visite de son psychologue, le docteur Monte. Celui-ci lui annonce qu'il a bon espoir d'obtenir sa libération lors d'une audience devant se tenir le lendemain. Scully est convoquée par le directeur adjoint Skinner, qui critique les méthodes non conventionnelles du bureau des « affaires non classées » en présence de l'homme à la cigarette. À l'audience, le docteur Monte met l'agression de Scully par Tooms sur le compte de sa frustration d'avoir été accusé de meurtre à tort. Mulder essaie de convaincre le tribunal que Tooms est l'auteur de 19 meurtres commis en l'espace de presque un siècle mais sa plaidoirie est trop invraisemblable pour convaincre. Tooms est donc relâché à condition qu'il poursuive sa thérapie et loge chez une famille d'accueil.
Pendant que Mulder surveille Tooms, Scully rend visite à l'inspecteur à la retraite Frank Briggs, qui a enquêté sur les crimes commis par Tooms en 1933. Briggs lui apprend que l'un des corps n'a jamais été découvert et, grâce à ses indications, un squelette est découvert sur le site d'une ancienne usine. Pendant la nuit, Mulder empêche Tooms de s'en prendre à un couple. Scully vient le relever de sa surveillance non autorisée, tous les deux ignorant que Tooms s'est caché dans le coffre de la voiture de Mulder. Tooms s'introduit chez Mulder et met en scène sa propre agression. Mulder est alors arrêté par la police, puis est relâché mais Skinner lui interdit d'approcher Tooms.
Des analyses du squelette mis au jour révèlent que des traces de morsure coïncident avec la denture de Tooms. Celui-ci tue le docteur Monte, faisant ainsi sa dernière victime nécessaire à ce qu'il puisse entrer en hibernation. Mulder et Scully se rendent à l'ancien repaire de Tooms, désormais transformé en centre commercial. Mulder trouve le « nid » de Tooms en rampant sous un escalier mécanique mais y est surpris par l'assassin. Tooms poursuit Mulder, qui arrive à sortir avec l'aide de Scully et enclenche l'escalier roulant, prenant au piège et tuant Tooms.
Skinner lit le rapport des agents Mulder et Scully classant le dossier Tooms. Dubitatif, il demande à l’homme à la cigarette, une fois de plus présent dans son bureau, s'il « les croit ». L’homme à la cigarette, prononçant ses premiers mots dans la série, répond : « bien sûr ».

## Distribution
- David Duchovny : Fox Mulder
- Gillian Anderson : Dana Scully
- Doug Hutchison : Eugene Victor Tooms
- Paul Ben-Victor : le docteur Aaron Monte
- Mitch Pileggi : Walter Skinner (VF : Jacques Albaret)
- Henry Beckman : Frank Briggs (VF : Roger Rudel)
- William B. Davis : l'homme à la cigarette

## Production

### Préproduction
Glen Morgan a l'idée de donner une suite à l'épisode Compressions alors qu'il voit un ouvrier travailler sous un escalier mécanique d'un centre commercial pendant la période des fêtes de fin d'année. Il pense alors qu'une créature vivant sous ce type d'escaliers serait prétexte à une scène effrayante, et que Tooms serait parfait dans le rôle de cette créature. Tooms est ainsi le premier « monstre de la semaine » à faire une deuxième apparition dans la série. Morgan se met au travail avec James Wong, son coscénariste habituel. Tous deux trouvent l'exercice ardu car ils n'ont encore jamais écrit de suite. Morgan estime que la première difficulté est de donner un élan à l'histoire tout en offrant un récapitulatif des principaux événements de Compressions pour les téléspectateurs qui n'auraient pas vus cet épisode. À cette fin, les deux scénaristes écrivent la scène de l'audience au tribunal.
L’épisode introduit également pour la première fois le personnage de Walter Skinner, dont c'est d'ailleurs la seule apparition de la saison. Le personnage est créé de façon à aller à l'encontre du stéréotype du fonctionnaire « gratte-papier ». Morgan et Wong le conçoivent au contraire comme une « force tranquille ». Mitch Pileggi a déjà passé sans succès des auditions pour plusieurs rôles dans la série avant d'être choisi pour interpréter Skinner. L'acteur est quelque peu déconcerté d'être rappelé pour une autre audition et passe celle-ci dans un état d'esprit assez irritable. Chris Carter, qui n'avait en fait pas donné de rôle à l'acteur auparavant car ceux-ci s'accordaient mal à son crâne rasé, trouve que l'attitude de Pileggi, qu'il pense être simulée, est parfaite pour le personnage.

### Tournage
Étant donné les problèmes que Morgan et Wong ont rencontré avec Harry Longstreet, le réalisateur de Compressions, Chris Carter confie la mise en scène de l'épisode à David Nutter, car il le considère comme le meilleur réalisateur ayant déjà travaillé pour la série. La scène où Tooms organise une mise en scène pour faire accuser Mulder de son agression est inspirée par une scène similaire du film L'Inspecteur Harry (1971). Le personnage de l'homme à la cigarette, dont c'est la troisième apparition dans un épisode de la série, prononce ici sa toute première ligne de dialogue, qui demeure d'ailleurs la seule de la première saison malgré une apparition ultérieure. En effet, Chris Carter ne souhaitait pas que le personnage parle car il estimait que sa présence était plus menaçante s'il restait silencieux. Il change finalement d'avis devant la popularité croissante du personnage.
Les scènes se déroulant dans le centre commercial sont tournées au City Square Mall de Vancouver. Le tournage dans ce lieu nécessite l'autorisation de tous les propriétaires de magasins de cette zone commerciale. Des précautions particulières doivent aussi être prises afin que le faux sang utilisé pour la scène ne coule pas dans le moteur de l'escalier mécanique. C'est l'acteur Doug Hutchison qui a l'idée que Tooms soit nu pour la scène se déroulant sous l'escalier mécanique. Chris Carter déclare que cette décision a initialement causé une « légère gêne » mais qu'elle s'est révélée être une addition importante à la scène. La substance semblable à de la bile couvrant le corps de Tooms, ainsi que son repaire, est en réalité un gel pour canalisations très collant et de couleur jaune.

## Accueil

### Audiences
Lors de sa première diffusion aux États-Unis, l'épisode réalise un score de 8,6 sur l'échelle de Nielsen, avec 15 % de parts de marché, et est regardé par 13,4 millions de téléspectateurs.

### Accueil critique
L'épisode a été accueilli favorablement par la critique. Dans leur livre sur la série, Robert Shearman et Lars Pearson lui donnent la note de 4,5/5, affirmant que cette suite est supérieure à l'original et que la simplicité de l'intrigue est largement compensée par son astuce et par le très bon développement des personnages. Zack Handlen, du site The A.V. Club, évoque un épisode « très satisfaisant », les interactions entre Mulder et Scully constituant son point culminant, même si certains développements de l'intrigue semblent superflus.
Le magazine Entertainment Weekly lui donne la note de A, mettant en avant l'interprétation « sublime » de Doug Hutchison et la première apparition de Skinner, dont la « personnalité inflexible est intéressante ». Jess Lynde, du site Doux Reviews, estime que l'épisode est un « fantastique adieu à l'un des meilleurs méchants de la série » et qu'il comporte en plus une « intrigue secondaire plutôt convaincante » impliquant l'homme à la cigarette et Skinner. Pour le site Le Monde des Avengers, « un scénario bien agencé et une mise en scène astucieusement organisée autour du personnage conduisent à un épisode de haute cuvée, à l’intensité dramatique des plus performantes », qui accomplit « la prouesse de paraître à la fois un excellent loner et un moment important de la Mythologie ».